# Odd Børre Sørensen
Odd Børre Sørensen (* 9. August 1939 in Harstad; † 28. Januar 2023) war ein norwegischer Sänger. Er ist besser bekannt unter seinen Vornamen Odd Børre.

## Biografie
Zwischen 1962 und 1970 veröffentlichte der Sänger Singles, so Hvorvor skal man elske den man kanskje aldri får 1965 und Min lille lapplandsflicka 1968, außerdem war er in dieser Zeit Teil des Kjell Karlsen Orchesters.
1964 nahm er außerdem erstmals am Melodi Grand Prix, dem norwegischen Vorentscheid zum Eurovision Song Contest, teil und erreichte mit La meg værre ung, das er zusammen mit den Cannons vortrug, den dritten Platz bei fünf Teilnehmern. 1968 nahm er erneut am Melodi Grand Prix teil, dieses Mal mit den beiden Titeln Jeg har aldri vært så glad i no'en som deg und Stress. Erstgenannterer Titel konnte den Vorentscheid gewinnen, Stress belegte Platz 2. Da allerdings die Komponistin des Gewinnerbeitrags, Kari Neergaard, den Gewinnerbeitrag zurückzog, da er eine zu hohe Ähnlichkeit mit dem Titel Summer Holiday von Cliff Richard habe, wurde von Seiten des norwegischen Fernsehsenders NRK die Entscheidung getroffen, Stress zum Eurovision Song Contest 1968 nach London zu schicken. Dort teilte er sich zusammen mit den Vertretern Österreichs und der Schweiz Platz 13 bei 16 Teilnehmern. Die von Arne Bendiksen produzierte Langspielplatte Om du visste kam im selben Jahr heraus.
Auch beim Melodi Grand Prix 1969 war er vertreten, diesmal mit dem Lied Lena, das zwar den zweiten Platz belegte, aber nur die Hälfte der Punkte des Gewinnertitels von Kirsti Sparboe bekam. Mit Ironside belegte er 1971 erneut den zweiten Platz, während er mit Make love, not war 1977 den letzten Platz belegte. Danach ist er nicht weiter in Erscheinung getreten.
Odd Børre Sørensen starb am 28. Januar 2023 im Alter von 83 Jahren.

## Diskografie

### Alben
| Jahr | Titel        | Höchstplatzierung, Gesamtwochen, AuszeichnungChartsChartplatzierungen (Jahr, Titel, Platzierungen, Wochen, Auszeichnungen, Anmerkungen) | Anmerkungen |
| Jahr | Titel        | NO | Anmerkungen |
| ---- | ------------ | --- | ----------- |
| 1968 | Om du visste | NO12 (7 Wo.)NO |             |

### Singles
| Jahr | Titel Album                  | Höchstplatzierung, Gesamtwochen, AuszeichnungChartsChartplatzierungen (Jahr, Titel, Album, Platzierungen, Wochen, Auszeichnungen, Anmerkungen) | Anmerkungen |
| Jahr | Titel Album                  | NO | Anmerkungen |
| ---- | ---------------------------- | --- | ----------- |
| 1968 | Lapplandsflicka Om du visste | NO6 (4 Wo.)NO |             |
| 1968 | Om du visste                 | NO4 (11 Wo.)NO |             |
| 1969 | Lena –                       | NO7 (8 Wo.)NO |             |